# Černíny
Černíny település Csehországban, a Kutná Hora-i járásban. Černíny Bohdaneč, Chlístovice, Červené Janovice, Malešov, Zbraslavice, Štipoklasy, Opatovice I, Bludov és Úmonín településekkel határos. Lakosainak száma 412 fő (2024. január 1.).

## Népesség
A település lakosságának változását az alábbi diagram mutatja:
| Lakosok száma | 1165 | 1097 | 1009 | 713  | 527  | 400  | 379  | 385  | 392  | 412  |
|               | 1869 | 1890 | 1921 | 1950 | 1980 | 2001 | 2017 | 2019 | 2022 | 2024 |